# Extreme Rules 2012
Extreme Rules 2012 è stata la quarta edizione dell'omonimo evento in pay-per-view prodotto annualmente dalla WWE. L'evento si è svolto il 29 aprile 2012 all'Allstate Arena di Rosemont (Illinois).

## Storyline
Il 2 aprile Brock Lesnar fa il suo ritorno in WWE mettendo al tappeto John Cena con la sua F-5, dopo aver finto di volergli stringere la mano. Sette giorni dopo, il General Manager John Laurinaitis annuncia che Lesnar affronterà John Cena ad Extreme Rules, e la settimana successiva viene rivelata la stipulazione del loro incontro: Extreme Rules match
Al pay-per-view WrestleMania XXVIII Sheamus si è laureato nuovo World Heavyweight Champion, riuscendo a sconfiggere Daniel Bryan in soli 18 secondi. Nel corso dell'episodio di SmackDown del 10 aprile, Bryan dice di aver avuto un colloquio con John Laurinaitis, che gli ha concesso l'opportunità di riconquistare il titolo in un 2-out-of-3 Falls match ad Extreme Rules. Questa particolare stipulazione è stata voluta da Bryan per prevenire che Sheamus possa vincere troppo velocemente.
Dalla sconfitta subita con CM Punk a WresteMania, Chris Jericho non ha mai smesso di tormentarlo, arrivando a rovesciargli addosso una bottiglia di whisky e frantumargliene un'altra sulla testa. Nell'episodio di Raw del 16 aprile Jericho interviene apparendo sul titantron annunciando che lo sfiderà ad Extreme Rules in un Chicago Street Fight match valido per il WWE Championship.
Un'altra rivalità che si protrae da diverso tempo è quella tra Kane e Randy Orton. Nel luglio del 2011, Kane aveva perso uno Street Fight match contro di lui, e in segno di rispetto gli aveva stretto la mano. Dal 5 marzo 2012 Kane, pentito di quel gesto di troppa umanità, ha cominciato ad attaccarlo. A WrestleMania XXVIII Kane lo ha sconfitto in un incontro, ma il 6 aprile, a SmackDown, Orton ha ottenuto la rivincita in un No Disqualification match. Quattro giorni più tardi Kane ha aggredito il padre Bob Orton rinchiudendolo in una cella frigorifera. Il 20 aprile a SmackDown viene annunciato che i due si sfideranno ad Extreme Rules in un Falls Count Anywhere match.
Il lunedì successivo è stato decretato un incontro per la cintura degli Stati Uniti tra The Miz e Santino Marella. Il match sarà visibile nel pre-show sul sito della WWE, sulla pagina facebook ufficiale e su YouTube.
Lo stesso giorno è stato comunicato che ci sarà un rematch tra Big Show e Cody Rhodes con il WWE Intercontinental Championship in palio. Big Show aveva sottratto il titolo a Rhodes nel precedente paw-per-view. La stipulazione del match sarà scelta durante il pre-show con un giro di ruota.
Il 26 aprile, a Smackdown, è stata decisa l'ultima sfida. Beth Phoenix se la vedrà con Nikki Bella ed il match sarà valido per il WWE Divas Title. La presenza di Beth Phoenix al pay-per-view è incerta a causa di un infortunio alla caviglia (work) subito durante l'ultima puntata di Raw, in cui ha perso la cintura proprio contro Nikki Bella.

## Risultati
| #       | Incontri                                                                                          | Stipulazioni                                                       | Durata |
| ------- | ------------------------------------------------------------------------------------------------- | ------------------------------------------------------------------ | ------ |
| Kickoff | Santino Marella (c) ha sconfitto The Miz                                                          | Single match per il WWE United States Championship                 | 05:00  |
| 1       | Randy Orton ha sconfitto Kane                                                                     | Falls count anywhere match                                         | 16:45  |
| 2       | Brodus Clay (con Cameron e Naomi) ha sconfitto Dolph Ziggler (con Jack Swagger e Vickie Guerrero) | Single match                                                       | 04:17  |
| 3       | Cody Rhodes ha sconfitto Big Show (c)                                                             | Tables match per il WWE Intercontinental Championship              | 04:37  |
| 4       | Sheamus (c) ha sconfitto Daniel Bryan                                                             | Two-out-of-three falls match per il World Heavyweight Championship | 22:55  |
| 5       | Ryback ha sconfitto Aaron Relic e Jay Hatton                                                      | Two-on-one handicap match                                          | 01:51  |
| 6       | CM Punk (c) ha sconfitto Chris Jericho                                                            | Street fight match per il WWE Championship                         | 25:15  |
| 7       | Layla ha sconfitto Nikki Bella (c) (con Brie Bella)                                               | Single match per il WWE Divas Championship                         | 02:45  |
| 8       | John Cena ha sconfitto Brock Lesnar                                                               | Extreme rules match                                                | 17:43  |